# 許南陽
許南陽(1918年—1994年)為台灣醫師。1952年成為省立新竹醫院(今國立臺灣大學醫學院附設醫院新竹臺大分院)院長，是當時台灣最年輕的省立醫院院長，同時也是歷任新竹醫院在職最久的院長。

## 生平
許南陽於1918年(大正7年)5月10日生於新竹街黑金町。1936年考上臺北帝國大學醫學專門科就讀。1941年畢業後因對甲狀腺研究產生興趣，經常進行蝌蚪實驗，並於1945年以《蝌蚪試驗ニヨル台灣地方病性甲狀腺腫ノ研究》取得臺北帝國大學醫學院博士學位。
第二次世界大戰後，他經由時任省立基隆醫院院長王金茂提拔擔任外科主任，成為該院最年輕的科主任。經二二八事件與國民政府遷台等事後決定返鄉服務，1952年7月任省立新竹醫院院長職，並於1954年奉命前往匹茲堡大學進修公共衛生學，一年後獲得碩士學位，回國後將在美所學應用於院務改革上。
許南陽擔任院長任內，新竹醫院於1956年實施勞保，被指定為勞工保險醫療住診醫院；1958年實施公保，成為公務人員之保險特約醫院，並於隔年7月開始承辦公保省籍人員醫療業務。1964年與紅十字會和台灣省衛生處合辦血庫，承辦捐血、存血，代辦有償給血。
1966年5月，許南陽因公職滿20年申請退休，同年自設「南陽外科醫院」。1977年經日本友人高桑榮松引薦前往北海道松前病院任職，一年餘後回國。1979年當選新竹縣醫師公會第十一屆理事長，後1982年新竹縣市分治，李克承籌組新竹市醫師公會，許南陽成為第一屆理事長。
1985年他再次前往日本，於本州北部的福島縣郡山市立病院就職，後經兩度遷移，終在東京都葛飾區的綜合醫院服務。1994年春，許南陽辭去醫職返國退休，但於回國前夕突發腦溢血去世，歸葬八里家墓。